# Стоговка (Ульяновська область)
Стоговка (рос. Стоговка) — село в Кузоватовському районі Ульяновської області Російської Федерації.
Населення становить 409 осіб. Входить до складу муніципального утворення Спешневське сільське поселення.

## Історія
Від 2004 року входить до складу муніципального утворення Спешневське сільське поселення.

## Населення
| 2010 |
| ---- |
| 409  |